# Cimrman v říši hudby
Cimrman v říši hudby je divadelní hra z repertoáru Divadla Járy Cimrmana. Autory jsou Zdeněk Svěrák a Ladislav Smoljak, hudbu k opeře Úspěch českého inženýra v Indii, jež tvoří druhou část představení, složil Jan Klusák. Jako spoluautor je rovněž uváděn fiktivní český vynálezce, filosof a dramatik Jára Cimrman. Hra měla premiéru 3. května 1973 v pražském divadle Reduta.
Do 30. června 2009 se uskutečnilo celkem 903 představení.

## Obsah hry
Stejně jako většina ostatních představení Divadla Járy Cimrmana, sestává představení Cimrman v říši hudby ze dvou částí – série odborných referátů, týkajících se života a díla Járy Cimrmana a v druhé části pak ucelenějšího zpracování některého jeho díla – v tomto jednoaktové opery Úspěch českého inženýra v Indii.
Tato opera je uvozena následujícími referáty:
- První hudební krůčky *(Svěrák/Weigel)
- Proč se Cimrman nestal virtuosem (Hraběta/Penc)
- Kam se poděla třetí věta (Svěrák/Weigel)
- Na Kreibichově hudební škole (Brukner/Rumlena)
- Kabina pro začínající houslisty (Vondruška/Uhlíř)
- Libreto opery „V chaloupky stínu“ (ukázka) (všichni účinkující)
- Osud mamutí opery Panama (Smoljak/Čepelka)
- Slovo dirigenta (Vondruška/Uhlíř)

*obsazení semináře z 90. let
Původně však představení Cimrman v říši hudby mělo 2. půle v kterých se přednášelo. Postupovalo to následovně:
- První hudební krůčky *(Weigel/Svěrák)
- Proč se Cimrman nestal virtuosem (Unger/Petiška)
- Kam se poděla třetí věta (Weigel/Svěrák)
- Na Kreibichově hudební škole (Vozáb/Brukner)
- Libreto opery „V chaloupky stínu“ (ukázka) (všichni účinkující)

2.půle:
- Kabina pro začínající houslisty (Vondruška/Klusák)
- Poezie pro mlynářské děti (Weigel/Svěrák a Unger/Petiška)
- Osud mamutí opery Panama (Smoljak/Čepelka)
- Slovo Dirigenta (Vondruška/Klusák)

*obsazení semináře je premiérové
Vlastní opera Úspěch českého inženýra v Indii začíná vypjatou situací na haciendě indického plantážníka Krišny, který se chystá nechat ušlapat slony německého inženýra Wagnera, který zde pracuje na instalaci zařízení pro rafinaci cukru. Krišna není totiž spokojen s Wagnerovými výsledky. Situaci se snaží zachránit britský koloniální plukovník Colonel, definitivně se však vše vyřeší až příchodem českého inženýra Vaňka, který Krišnovi navrhne, aby místo rafinace cukru raději vařil pivo.

## Obsazení
Současné obsazení je uvedeno tučně, předchozí obsazení kurzívou.
| Role           | Role                    | Role                            | Herci |
| Úvodní seminář | V chaloupky stínu       | Úspěch českého inženýra v Indii | Herci |
| -------------- | ----------------------- | ------------------------------- | --- |
| přednášející   | 3. soused (bas)         | indický plantážník Krišna       | Robert Bárta 12 13 14 Jan Hraběta 7 9 11, Bořivoj Penc † 4 5 6 8 10, Oldřich Unger † 1 2 3, František Petiška † |
| přednášející   | 4. soused (soprán)      | německý inženýr Wagner          | Petr Brukner 1 4 5 7 9 10 13, Genadij Rumlena 6 8 12 14 Ladislav Smoljak † 2, Jaroslav Vozáb † 3 |
| přednášející   | 1. soused (basbaryton)  | britský plukovník Colonel       | Zdeněk Svěrák 1 2 4 5 6 7 8 9 10 11 12 13 14 Jaroslav Weigel † 3, Jan Klusák (jediné představení jako neplánovaný záskok za Zdeňka Svěráka), Jiří Kalina (jediné představení jako neplánovaný záskok za Zdeňka Svěráka) |
| přednášející   | 2. soused (tenor buffo) | český inženýr Vaněk             | Miloň Čepelka 1 2 4 6 8 9 10 11 13, Petr Reidinger 12 14 Ladislav Smoljak † 3 5 7 |
| přednášející   | soused Jíra (baryton)   | dirigent                        | Milan Svoboda 9 10 12 13 14 Pavel Vondruška † 2 3 5 6 7 8, Jan Klusák, Jaroslav Uhlíř, Ladislav Smoljak 4 |
| asistent       |                         | –                               | některý technik DJC (např. Michal Weigel 7, Václav Kotek † 4, Petr Reidinger, Robert Bárta) |
| –              |                         | šestičlenný komorní orchestr    | najatí hudebníci |

- 1 – alternace z audionahrávky kolující po webu (1973)
- 2 – alternace z audionahrávky kolující po webu (cca 1976)
- 3 – alternace z audionahrávky kolující po webu (1976)
- 4 – alternace z úryvku předvedeném v představení Cimrman sobě (1991) - pouze scénka s libretem V Chaloupky stínu
- 5 – alternace z úryvku předvedeném v představení 30 let Divadla Járy Cimrmana (1997)
- 6 – alternace z desky Supraphonu (2004)
- 7 – alternace z audiovizuální nahrávky ČT (2006)
- 8 – alternace z úryvku předvedeném v představení 40 let Divadla Járy Cimrmana (2007)
- 9 – alternace z audionahrávky Českého rozhlasu (2016)
- 10 – alternace z audionahrávky kolující po webu (2016)
- 11 – alternace z úryvku předvedeném v představení Psaní do nebe (2017)
- 12 – alternace z audionahrávky kolující po webu (2019)
- 13 – alternace z audionahrávky kolující po webu (2021)
- 14 – alternace z audiovizuální nahrávky kolující po webu (2022)

## Historie
Opera Úspěch českého inženýra v Indii je v celé tvorbě divadla Járy Cimrmana ojedinělá a výjimečná zejména z hudebního hlediska. Je to jednoaktová opera pro čtyři osoby, sextet (kontrabas, housle, fagot, klarinet, pozoun, trubka) a – při recitativech – klavír. Autorem hudby je Jan Klusák a autory libreta jsou Zdeněk Svěrák a Ladislav Smoljak. Jan Klusák stál při komponování před úkolem napsat „hloupou hudbu“. Tento úkol zvládl perfektně – Úspěch českého inženýra v Indii je plný hudebních motivů ze světa klasické i lidové hudby podaných takovým způsobem, že působí humorně na publikum hudebně vzdělané i nevzdělané. Sextet zastupující orchestr dokáže přednášet tklivé, romantické melodie se skutečnou dojemností, hrát vrcholně vypjatá hudební místa s komickým nasazením a zaujetím nabízející paralelu se syndromem malého českého národa, který se snaží nezapadnout, a podávat primitivní motivy s neochvějnou jistotou a samozřejmostí tak, že zaujme každé publikum. O tom svědčí především fakt, že je třetím nejhranějším představením Divadla Járy Cimrmana.
Opera byla při samotném zkoušení přijímána souborem velmi nejistě. Zdeněk Svěrák o tom napsal do svého deníku:
Dne 3. května 73 se konala v pražské Redutě premiéra opery Cimrmana v říši hudby. Během zkoušek se u kluků silněji než jindy projevila nedůvěra k našemu textu. Máloco jim připadalo vtipné, a tak jsme první představení s Láďou očekávali nahlodáni, jestli to konečně nebude průser. Ale publikum nám dalo náplast na srdce. Opera většinou končí dlouhotrvajícím potleskem. A Ludvík Vaculík, který na premiéře byl, nás potěšil, když řekl: „Ona je to nejen sranda, ale ono je to i hezký.“ Má na tom zásluhu Klusákova Hudba. Hlavně. Klusák vykradl světové skladatele tak bezostyšně a krásně spojil všechno do jednoho celku, že vzniklo dílo utěšeného tvaru.
Původně byla hudba pouštěna z nahrávky a herci zpívali živě. Postupem času se podařilo situaci změnit a namísto nahrávky je součástí představení i orchestr složený z hudebníků pražských orchestrů, kteří sedí přímo na pódiu a jsou vedeni taktovkou dirigenta. Tím byl zejména Pavel Vondruška (1973–2010), ale i Jan Klusák (1973–1976), Jaroslav Uhlíř (1977 jen půl roku) a Milan Svoboda. Dnes tuto roli zastává pouze Milan Svoboda.
27. května v roce 1998 se opera dokonce dostala na festival Pražské jaro, kde v pražském Rudolfinu Divadlo Járy Cimrmana předvedlo celé představení Cimrman v říši hudby, a 20. června v roce 2000 byla předvedena v rámci festivalu Smetanova Litomyšl (také spolu s celým představením).
Jeho úspěšnost doprovází i stín rozkolu mezi autory libreta a autorem hudby. V roce 1976 opouští divadlo skladatel Jan Klusák a nedává souhlas pro nahrání představení (nicméně dovoluje představení nadále provádět v divadle) na audio ani video nosič. Z toho vyplývá nejasnost ohledně názvu představení. Celé představení se nazývá Cimrman v říši hudby. Jeho součástí je seminář a jednoaktová opera Úspěch českého inženýra v Indii. Když divadlu nebyl dán souhlas k natočení opery, nahrálo na zvukový nosič pouze seminář a vydalo jej pod názvem Cimrman před branami hudby. Po jisté době se obě autorské strany dohodly a v roce 2006 vyšlo i celé představení Cimrman v říši hudby včetně opery Úspěch českého inženýra v Indii.
I obsazení se během let měnilo. Nejprve to byl Jan Klusák, který z divadla odešel, čímž role dirigenta zůstala jen Pavlu Vondruškovi. V roce 1977 opuští divadlo Oldřich Unger a tím také odchází pěvec proslulý svým sametovým hlasem, který v opeře silně uplatnil. (Např. během árie Je to nápoj...)  
Zachován je jen na neoficiálních nahrávkách. Po prvním infarktu Františka Petišky se do role dostal Jan Hraběta, který ji bez alternace hrál takřka celá 80. léta.  
Na přelomu 90. let začal Krišny roli hráti Bořivoj Penc. Po úmrtí Jaroslava Vozába roli inženýra Wagnera zdědil Genadij Rumlena.   
Po úmrtí Pavla Vondrušky dostává roli dirigenta Milan Svoboda. V roce 2017 přestává roli Krišny hráti Jan Hraběta, Bořivoj Penc umírá rok na to. Roli Krišny tak přebral Robert Bárta. Asi po šesti letech od smrti Ladislava Smoljaka, se jeho role inženýra Vaňka Petr Reidinger, který tak opět alternuje Miloně Čepelku, který roli do té doby hrál sám.  

## Hudební témata v opeřeÚspěch českého inženýra v Indii
Předehra, která používá dvě témata ze 4. věty 6. symfonie C dur Franze Schuberta, má klasickou sonátovou formu. Začíná v C dur čtyřikrát opakovaným úderným tónem C (v několika oktávách) v pozměněném rytmu. Následující téma je tvořené pouhým opakováním tónů C (tónika) a G (dominanta) směrem dolů v houslích a kontrabasu také s rytmickým obměňováním. To je pak přebráno fagotem ve vertikální inverzi – C a G směrem nahoru. Následně trubkou s přidaným tónem E. První téma tím vlastně od počátku inklinuje k tónickému akordu (C–E–G).
Druhé téma je G dur stupnice vzestupně a sestupně po sobě. Toto téma postupně moduluje a vrcholí podpořeno výrazným tremolem smyčců, které by se dalo označit za začátek provedení. Na to navazuje kontrastní tišší provedení druhého tématu, které zazní pouze jednou a je přerušeno reprízou. Ta představuje obě témata a vrcholí opět nad dramatickým tremolem s náznakem fanfár z opery Libuše Bedřicha Smetany.
Celá opera v sobě skrývá množství hudebních manýr a převzatých známých i méně známých hudebních skladeb a melodií. Dalo by se spekulovat o původu každé melodie nebo rytmické figury a hledat její původ v celosvětové hudební tvorbě, ale jejich skutečný původ a důvod zařazení do opery znal patrně jen sám autor.
Mezi ty nejznámější patří hlavní téma ze symfonické básně Vltava z cyklu Má vlast Bedřicha Smetany, na jehož melodii zpívá při příchodu na scénu český inženýr Vaněk, a na něj navazující téma ze symfonické básně Vyšehrad z téhož cyklu. Celý kontext je navíc uvozen motivem z předehry k opeře Hubička rovněž od Bedřicha Smetany. Motiv z árie Věrné milování z opery Prodaná nevěsta téhož skladatele se zde objevuje dokonce dvakrát. Poprvé v árii inženýra Vaňka Chytré hlavičky, která chválí českou šikovnost a podruhé jako úvod slavnostního odhalení, že mok, který inženýr Vaněk přinesl do Indie, je české pivo.
Při příchodu plukovníka Colonela na scénu můžeme poznat úvodní fanfáry z předehry k opeře Vilém Tell, jejímž autorem je Gioacchino Rossini. Při následující árii plukovníka Když se hádáme zní v refrénu melodie z árie Di quella pira z opery Trubadúr od Giuseppe Verdiho.
Z lidových melodií je nejznámější píseň Andulko šafářova, která je uvedená dokonce s původními slovy, pouze v úpravě z třídobého do čtyřdobého taktu a parafráze koledy Slyšeli jsme v Betlémě (nebo také Hle hle támhle v Betlémě).
Mezi nejpůsobivější parafráze patří árie německého inženýra Wagnera, který na hlavní téma Valkýr (nazývané Jízda Valkýr, der Ritt der Walküren) z opery Valkýra z cyklu Prsten Nibelungův Richarda Wagnera zpívá slova „Ich bin Ingenieur Wagner, diese Maschine ist Diffuseur“. Dále píseň Indičtí sedláci, která je parafrází na píseň Jsme čeští sedláci z opery Šelma sedlák Antonína Dvořáka a píseň Posaďte se, jak je v Praze?, která skrývá velmi zpomalenou verzi pochodu Vjezd gladiátorů od Julia Fučíka. Píseň Zaseješ-li těchto zrnek 20 se zase nápadně podobá árii Vissi d'arte z opery Tosca od Giacoma Pucciniho.
Poslední a závěrečná árie My dear, ve které plukovník Colonel prozrazuje svou touhu stát se v příštím životě Čechem slovy „a rov můj až zaroste mechem, chtěl bych se narodit Čechem…“, v sobě skrývá nápěv české národní hymny (konkrétně se shoduje část … a rov můj až zaroste mechem… s pasáží …A to je ta krásná země…). Celou operu uzavírají fanfáry inspirované úvodními fanfárami z opery Libuše Bedřicha Smetany, kterými se, mimo jiné, zahajuje festival Pražské jaro.